# Рамочное соглашение ЕС-Швейцария
Рамочное соглашение ЕС - Швейцария - обсуждаемое сторонами общее соглашение, которое должно прийти на смену соглашениям 1999 года. По состоянию на 2024 год не подписано.

## Предыстория
В 1972 году Швейцария подписала соглашение о свободной торговле с Европейским экономическим сообществом. Это соглашение вступило в силу в 1973 году.
Швейцария является членом Европейской ассоциации свободной торговли (ЕАСТ) и принимала участие в переговорах по соглашению о Европейской экономической зоне (ЕЭЗ) с Европейским союзом. Она подписала соглашение 2 мая 1992 года и подала заявку на вступление в ЕС 20 мая 1992 года. Однако после того, как на референдуме, проведенный 6 декабря 1992 года, граждане отклонили членство в ЕЭЗ 50,3% против 49,7% , швейцарское правительство решило приостановить переговоры о членстве в ЕС до дальнейшего уведомления. Они не возобновились, и в 2016 году Швейцария официально отозвала свою заявку на членство в ЕС.
В 1994 году Швейцария и ЕС начали переговоры об особых отношениях за пределами ЕЭЗ.
В результате этих переговоров было заключено в общей сложности десять договоров, согласованных в два этапа, которые совместно определяют применимость в Швейцарии большой части права ЕС. 
Договоры относятся к следующим сферам:

### Двусторонние соглашения I (подписаны в 1999 году, вступили в силу 1 июня 2002 года)
- Свободное перемещение людей
- Воздушное движение
- Дорожное движение
- Сельскохозяйственная продукция
- Технические торговые барьеры
- Государственные закупки
- Наука

### Двусторонние соглашения II (подписаны в 2004 году, вступили в силу постепенно с 2005 по 2009 год)
- Безопасность и убежище и членство в Шенгенской зоне
- Сотрудничество в борьбе с мошенничеством
- Окончательные положения по открытым вопросам о сельском хозяйстве, окружающей среде, СМИ, образовании, уходе за пожилыми людьми, статистике и услугах. Это соглашение создало Общую ветеринарную зону[5][6].

## Соглашение
Переговоры между Швейцарией и Европейской комиссией по институциональному рамочному соглашению начались в 2014 году и завершились в ноябре 2018 года. 7 декабря 2018 года Федеральный совет Швейцарии решил не принимать и не отклонять согласованное соглашение, вместо этого выбрав публичные консультации.
Согласованное соглашение, по плану, будет охватывать пять областей существующих соглашений между ЕС и Швейцарией, заключенных в 1999 году:
- свободное перемещение лиц
- воздушный транспорт
- перевозка грузов и пассажиров по железной дороге и автомобильным дорогам
- торговля сельскохозяйственной продукцией
- взаимное признание стандартов

В частности, соглашение должно облегчить имплементацию права ЕС в этих областях в швейцарском праве. Оно, также, устанавливает, что Европейский суд станет окончательным и обязательным арбитром в спорах в этих областях.
Если бы соглашение было принято Швейцарией, страна оказалась бы в таком же положении, как и другие страны ЕАСТ, являющихся членами ЕЭЗ в части навязывания права ЕС (хотя и только в пяти вышеуказанных областях),.
Помимо вопросов суверенитета, в Швейцарии были высказаны особые опасения о возможном влиянии европейского законодательства о государственной помощи на кантональные банки, потенциале транспонирования норм права ЕС в швейцарское право и, в частности, вытекающее из этого потенциальное влияние соглашения на социальное обеспечение и заработную плату, получаемую в стране. Европейская Комиссия считает принятие соглашения необходимым для предоставления Швейцарии доступа к новым областям европейского единого рынка, включая рынок электроэнергии и эквивалентности фондового рынка.
К июню 2019 года Федеральный совет Швейцарии не нашел осмысленного компромисса ни с внутренними партнерами по консультациям, такими как швейцарские профсоюзы и представители бизнеса, ни с уходящим в то время с поста председателем Европейской Комиссии Жан-Клодом Юнкером. Страны-члены ЕС также заявили, что никакой дальнейший компромисс по тексту предлагаемого рамочного соглашения со Швейцарией невозможен. В результате Брюссель не распространил эквивалентность своего фондового рынка на швейцарскую фондовую биржу. После этого срыва переговоров между Швейцарией и ЕС, и в качестве контрмеры к  действиям ЕС был принят указ Федерального совета Швейцарии от ноября 2018 года, ограничивающий будущий хождение большинства торгуемых в ЕС швейцарских акций на SIX Swiss Exchange в Цюрихе.
Переговоры по предлагаемому рамочному соглашению между Швейцарией и ЕС были возобновлены 23 апреля 2021 года, когда швейцарский федеральный советник Ги Пармелин и председатель Еврокомиссии Урсула фон дер Ляйен встретились в Брюсселе. Встреча прошла в дружественной атмосфере, но соглашения достичь не удалось, поскольку федеральный советник настоял на исключении из соглашения таких ключевых вопросов, как защита заработной платы в Швейцарии, Директива о правах граждан и государственная помощь кантональным банкам. На следующей неделе Стефани Ризо, заместитель главы Еврокомиссии, проинформировала представителей 27 стран-членов о прогрессе в отношении рамочного соглашения со Швейцарией. Однако, Еврокомиссия восприняла требования Швейцарии как ультиматум, и страны-члены ЕС выразили поддержку "лидерству ЕС в переговорах".
Министр иностранных дел Швейцарии Игьяцио Кассис сообщил журналистам, что тупиковая ситуация возникла из-за разного толкования пункта о «свободном перемещении людей» в рамочном соглашении. В сентябре 2020 года швейцарские избиратели однозначно отвергли законопроект Швейцарской народной партии об ограничении свободного передвижения людей и решили поддержать двусторонние соглашения с ЕС. Согласно внутренним отчетам Федерального совета Швейцарии, безуспешные переговоры с комиссией ЕС уже велись 11 ноября 2020 года, с этого времени их, со швейцарской стороны возглавила Ливия Леу.
26 мая 2021 года Швейцария решила снова приостановить переговоры с ЕС и не подписывать подготовленное институциональное рамочное соглашение ЕС-Швейцария. Основные разногласия касались свободы передвижения, равных условий доступа к рынкам и правил государственной помощи.
В качестве ответной меры ЕС фактически приостановил участие Швейцарии в проекте ITER, в котором она присутствовала через структуры Евроатома и Fusion for Energy. с 2024 года Швейцария считается неучаствующей в проекте страной, ожидающей разрешения своего спора с ЕС.
В декабре 2023 года Федеральный совет Швейцарии согласился возобновить переговоры с Брюсселем по двусторонним отношениям и подписанию рамочного соглашения. Решение было принято после двухлетнего периода ранее не разглашаемой подготовки и отражает мнение населения Швейцарии о поиске реалистичного подхода к стабильным отношениям с ЕС. Подготовка включала в себя многочисленные встречи на дипломатическом уровне, а также обширные внутренние обсуждения с профсоюзами и представителями швейцарского бизнеса. С выбором новой переговорной группы Швейцария ожидала, что она найдет более эффективную стратегию для создания оптимальных условий для удовлетворительного результата на предстоящих переговорах.
Из швейцарской переговорной позиции был изначально исключен  «пункт о супергильотине», который ранее стал стоп-фактором переговоров с ЕС.
Новый проект мандата для переговорщиков, согласованный совместным заявлением, позволит вести открытую дискуссию на всех уровнях, включая свободное перемещение людей, наземный транспорт, воздушный транспорт, позиции по которым полностью пересмотрены. Обсуждению подлежат и технические барьеры в торговле и сельском хозяйстве, а также общий рынок электроэнергии, безопасность пищевых продуктов и здравоохранение, причем во всех трёх этих сферах допускается обсуждение прямых субсидий.
Правомочность Европейского суда принимать решения по швейцарским юридическим вопросам включает, в рамках мандата для переговорщиков больше ограничений. Новый проект мандата сейчас находится в процессе ратификации швейцарскими кантонами, федеральным парламентом и ожидает одобрения Европейской комиссией к концу 2023 года. По словам швейцарского министра иностранных дел Игьяцио Кассиса, обе стороны проделали большой путь для создания нового проекта.
18 марта 2024 года швейцарский федеральный советник Виола Амед и глава Европейской комиссии Урсула фон дер Ляйен встретились в Брюсселе, продолжив переговоры о рамочном соглашении.